# Florian Piotrowski
Florian Piotrowski (ur. 18 listopada?/30 listopada 1898 w Petersburgu, zm. 16 listopada 1973 w Olsztynie) – polski lekarz, chirurg, pionier polskiej służby zdrowia w powojennym Olsztynie.

## Życiorys
Pochodził z wielodzietnej rodziny kolejarskiej Konstantego i Urszuli z Bukowskich. Ukończył w Petersburgu szkołę średnią i w 1917 podjął pracę zarobkową, początkowo na kolei, potem w stoczni. W 1921 roku przeniósł się do Wilna, gdzie rozpoczął studia biologiczne na Uniwersytecie Stefana Batorego. Pracował jednocześnie jako nauczyciel w szkole powszechnej. Po krótkim czasie zmienił kierunek studiów na medycynę, a przed władzami uniwersytetu zataił fakt pracy w szkole – przepisy nie pozwalały bowiem na pracę zarobkową studentom medycyny. 17 sierpnia 1931 uzyskał na Wydziale Lekarskim Uniwersytetu dyplom doktora wszech nauk lekarskich.
Od września 1931 do marca 1934 pracował w wileńskiej poradni przeciwgruźliczej. W następnych latach pod kierunkiem prof. Kornela Michejdy uzyskał specjalizację z chirurgii, wraz z prawem samodzielnego prowadzenia oddziału chirurgicznego. Okres wojenny spędził w Wilnie. Od września 1939 roku przez kilka miesięcy był lekarzem szkolnym, następnie pracował w Szpitalu św. Józefa (1940), Szpitalu dla Jeńców Wojennych (1941–1942), Przychodni Chirurgicznej i II Poliklinice (1942–1944). Udzielał pomocy medycznej żołnierzom polskim, m.in. ze zgrupowania partyzanckiego Armii Krajowej „Szczerbiec”; w szeregach „Szczerbca” walczył syn lekarza Janusz (zginął w wieku 18 lat z rąk Niemców).
Na początku 1945 Piotrowski został wysiedlony z Wileńszczyzny i 20 stycznia tegoż roku przybył do Białegostoku. Podjął pracę w Szpitalu Kolejowym PKP, ale już po kilku tygodniach, na polecenie wojewody białostockiego Jerzego Sztachelskiego, znalazł się w grupie osób skierowanych do organizowania kolejowej służby zdrowia w Olsztynie i okolicach. Był wśród 40 kolejarzy-pionierów, którzy przybyli do Olsztyna 19 lutego 1945 i wywiesili polską flagę na budynku przy późniejszej ulicy Marii Zientary-Malewskiej. W powojennym mieście Florian Piotrowski był pierwszym polskim lekarzem.
Prace nad stworzeniem w Olsztynie Szpitala Kolejowego przyspieszył wybuch epidemii duru. Placówkę otwarto na przełomie marca i kwietnia 1945 w barakach przy późniejszej ulicy Wyspiańskiego. Piotrowski zorganizował też lecznictwo otwarte, pierwsze ambulatorium otwierając we własnym mieszkaniu (potem zostało przeniesione na plac Bema). Z przychodni korzystali nie tylko kolejarze, ale także przybywający do Olsztyna cywile oraz żołnierze radzieccy. Piotrowski odbywał ponadto liczne wizyty domowe, mimo trudnych warunków transportowych; dopiero po kilku miesiącach pracy w Olsztynie został wyposażony w rower, ale wobec zagrożenia kradzieżą potrzebował wówczas towarzyszącej osoby, która pilnowała pojazdu w czasie udzielania pomocy lekarskiej.
W pierwszych latach powojennych Piotrowski pracował także w Przychodni Ubezpieczalni Społecznej (przy późniejszej ulicy Partyzantów w Olsztynie) oraz na Oddziale Chirurgicznym Szpitala Wojewódzkiego (od września 1945 do października 1950). Przeprowadzona w tym szpitalu 22 stycznia 1946 amputacja lewej stopy u jednego z pacjentów była pierwszą operacją w Olsztynie po wojnie i uważana jest za symboliczny początek polskiej chirurgii w mieście. Od listopada 1950 Piotrowski był związany z Wojewódzką Stacją Pogotowia Ratunkowego jako lekarz dyżurny, a od sierpnia 1955 do maja 1961 kierownik. Ponadto przyjmował pacjentów w Przychodni Chirurgicznej PKP oraz od 1961 kierował Pogotowiem Kolejowym. Nie zaprzestał pracy w Wojewódzkiej Stacji Pogotowia Ratunkowego także po 1 września 1970, kiedy przeszedł na emeryturę; zawiesił świadczenie i pracował w pełnym wymiarze godzin do końca życia.
Florian Piotrowski pasjonował się turystyką oraz sportem, szczególnie wioślarstwem. Za działalność na rzecz rozwoju Kolejowego Klubu Sportowego „Warmia” Olsztyn został wyróżniony srebrną odznaką klubową. Posiadał również liczne odznaczenia państwowe, regionalne i resortowe, m.in. Złoty Krzyż Zasługi (1957), Złotą Odznakę Honorową Polskiego Czerwonego Krzyża (1959), odznakę „Zasłużony dla Warmii i Mazur” (1960), odznakę „Przodujący Kolejarz” (1964), odznakę „Za wzorową pracę w służbie zdrowia” (1965). Jest patronem jednej z ulic na olsztyńskim osiedlu Jaroty.
Zmarł krótko przed ukończeniem 75 lat w Olsztynie i został pochowany na cmentarzu komunalnym (ulica Poprzeczna). Pierwsza żona Wiktoria z Drozdowskich, z którą miał czworo dzieci, zmarła w 1938. Druga żona Władysława z domu Batraniec, I voto Illukowicz (ur. 11 listopada 1911 w Skopiszkach, powiat wileńsko-trocki) również była związana ze służbą zdrowia, pracowała jako położna (podobnie jak starsza siostra Piotrowskiego, Franciszka Żeniewska, ur. 1898) i pielęgniarka; w listopadzie 2011 ukończyła 100 lat, zmarła 2 czerwca 2016. Była odznaczona m.in. Złotym Krzyżem Zasługi, Krzyżem Kawalerskim Orderu Odrodzenia Polski, złotą odznaką honorową „Zasłużonym dla Warmii i Mazur”. Oprócz zamordowanego w czasie II wojny światowej syna Janusza Piotrowski miał jeszcze trzech synów i córkę Jadwigę. Jerzy, bliźniak Janusza, podobnie jak Florian, w momencie wejścia do Wilna okupantów włączył się do ruchu oporu i należał do najbardziej brawurowego i największego zgrupowania AK, jakim była 3 Brygada Wileńska „Szczerbca”. Trzecim synem był Romuald (ur. 3 stycznia 1931 w Wilnie, zm. 31 grudnia 2011), który ukończył w 1955 Akademię Medyczną w Gdańsku i pracował jako radiolog w Wojewódzkim Szpitalu Dziecięcym w Olsztynie.